# Lygus
Lygus is een geslacht van wantsen uit de familie blindwantsen. Het geslacht werd voor het eerst wetenschappelijk beschreven door Carl Wilhelm Hahn in 1833 .

## Soorten
Het genus bevat de volgende soorten:

- Lygus abroniae Van Duzee, 1918
- Lygus adspersus (Schilling, 1837)
- Lygus aeratus Knight, 1917
- Lygus alashanensis Qi and Nonnaizab, 1993
- Lygus albescens Distant, 1904
- Lygus aldrichi Izzard, 1936
- Lygus angustifrons Poppius, 1914
- Lygus annandalei Distant, 1909
- Lygus antillarum Bergroth, 1910
- Lygus atriflavus Knight, 1917
- Lygus atritibialis Knight, 1941
- Lygus australis Distant, 1904
- Lygus babelthuapensis Carvalho, 1956
- Lygus basalis Poppius, 1914
- Lygus bengalicus Reuter, 1885
- Lygus bicolor Poppius, 1914
- Lygus bolivari Chicote, 1881
- Lygus borealis (Kelton, 1955)
- Lygus bradleyi Knight, 1917
- Lygus bryani Knight, 1935
- Lygus bukitensis Distant, 1903
- Lygus buxtoni Knight, 1935
- Lygus capicola (Stal, 1859)
- Lygus catulus Distant, 1904
- Lygus ceanothi Knight, 1941
- Lygus celebensis Poppius, 1914
- Lygus cinnamomeus Distant, 1913
- Lygus clypealis Poppius, 1914
- Lygus concolor Poppius, 1914
- Lygus conspersus (Walker, 1873)
- Lygus convexicollis Reuter, 1876
- Lygus convexus Poppius, 1914
- Lygus costatus Distant, 1909
- Lygus crassicornis Poppius, 1914
- Lygus decoloratus Distant, 1904
- Lygus devinctus Distant, 1909
- Lygus discrepans Reuter, 1906
- Lygus distantianus Poppius, 1914
- Lygus dohrni Poppius, 1914
- Lygus dracunculi Josifov, 1992
- Lygus dubreuili Poppius, 1914
- Lygus dybasi Carvalho, 1956
- Lygus elisus Van Duzee, 1914
- Lygus feanus Poppius, 1914
- Lygus finis Knight, 1935
- Lygus flavoscutellatus Distant, 1904
- Lygus fletcheri (Ballard, 1927)
- Lygus fruhstorferi Poppius, 1914
- Lygus fuelleborni Poppius, 1912
- Lygus fullawayi Usinger, 1946
- Lygus fusciventris Poppius, 1914
- Lygus fuscus Reuter, 1890
- Lygus gemellatus (Herrich-Schaeffer, 1835)
- Lygus geniculatus Poppius, 1914
- Lygus gestroi Poppius, 1914
- Lygus gribodoi Poppius, 1914
- Lygus guamensis Usinger, 1946
- Lygus harmandi Poppius, 1914
- Lygus hesperus Knight, 1917
- Lygus hopkinsi Knight, 1935
- Lygus howanus Poppius, 1912
- Lygus hsiaoi Zheng and Yu, 1992
- Lygus humeralis Knight, 1917
- Lygus illepidus (Walker, 1873)
- Lygus israelensis Linnavuori, 1962
- Lygus italicus Wagner, 1950
- Lygus izyaslavi Aglyamzyanov, 1994
- Lygus jacobsoni Poppius, 1914
- Lygus keiferi Van Duzee, 1933
- Lygus kellersi Knight, 1935
- Lygus keltoni Schwartz in Schwartz and Foottit, 1998
- Lygus kerzhneri Qi and Nonnaizab, 1993
- Lygus kororensis Carvalho, 1956
- Lygus kusaiensis Carvalho, 1956
- Lygus limbifer (Walker, 1873)
- Lygus lineolaris (Palisot, 1818)
- Lygus lupini Schwartz in Schwartz and Foottit, 1998
- Lygus luzonicus Poppius, 1914
- Lygus macgillavryi Poppius, 1914
- Lygus maculipes Poppius, 1914
- Lygus malabarensis Poppius, 1914
- Lygus malayus Poppius, 1914
- Lygus maritimus Wagner, 1949
- Lygus martensi Aglyamzyanov, 2003
- Lygus maurus Poppius, 1914
- Lygus mexicanus Kelton, 1973
- Lygus modiglianii Poppius, 1914
- Lygus monticola Aglyamzyanov, 1994
- Lygus muiri Poppius, 1914
- Lygus murrayi Izzard, 1936
- Lygus nigribasis Poppius, 1914
- Lygus nigricornis Poppius, 1914
- Lygus nigrigensis Poppius, 1914
- Lygus noualhieri Poppius, 1914
- Lygus obtusus Reuter, 1885
- Lygus oregonae Knight, 1944
- Lygus orientis Aglyamzyanov, 1994
- Lygus ostensus Distant, 1909
- Lygus pachycnemis Reuter, 1879
- Lygus pacificus Poppius, 1914
- Lygus palauensis Carvalho, 1956
- Lygus pallidiceps Poppius, 1914
- Lygus pallidulus (Walker, 1873)
- Lygus paradiscrepans Zheng and Yu, 1992
- Lygus parcepunctatus Poppius, 1914
- Lygus patrius Distant, 1909
- Lygus perplexus Stanger, 1942
- Lygus perversus Reuter, 1903
- Lygus pitcairni Carvalho, 1955
- Lygus plagiatus Uhler, 1895
- Lygus plebejus Reuter, 1908
- Lygus poluensis (Wagner, 1967)
- Lygus ponapensis Carvalho, 1956
- Lygus potentillae Kelton, 1973
- Lygus pratensis (Linnaeus, 1758)
- Lygus pumilus Poppius, 1911
- Lygus punctatus (Zetterstedt, 1838)
- Lygus punctiscutum Poppius, 1914
- Lygus rambeensis Poppius, 1914
- Lygus renati Schwartz and Foottit, 1998
- Lygus robustus (Uhler, 1895)
- Lygus rolfsi Knight, 1941
- Lygus rosaceus Poppius, 1914
- Lygus rotaensis Carvalho, 1956
- Lygus rubroclarus Knight, 1917
- Lygus rubroornatus Poppius, 1914
- Lygus rubrosignatus Knight, 1923
- Lygus rubrotinctus Carvalho, 1956
- Lygus rufidorsus (Kelton, 1955)
- Lygus rufigenis Poppius, 1914
- Lygus rufobrunneus Poppius, 1914
- Lygus rugulipennis Poppius, 1911
- Lygus rugulosus Poppius, 1912
- Lygus sacchari Matsumura, 1910
- Lygus sagittalis Poppius, 1914
- Lygus saipanensis Carvalho, 1956
- Lygus samoanus Knight, 1935
- Lygus sanguineosignatus Distant, 1913
- Lygus schmiedeknechti Reuter, 1908
- Lygus schoutedeni Reuter, 1905
- Lygus scudderi Schwartz in Schwartz and Foottit, 1998
- Lygus shulli Knight, 1941
- Lygus sibiricus Aglyamzyanov, 1990
- Lygus signatiscutis (Reuter, 1905)
- Lygus sikkimensis Poppius, 1914
- Lygus silhouettensis Distant, 1913
- Lygus solidaginis (Kelton, 1955)
- Lygus striatus Knight, 1917
- Lygus suffusus (Walker, 1873)
- Lygus sumatranus Poppius, 1914
- Lygus suturalis Reuter, 1891
- Lygus swezeyi Knight, 1935
- Lygus tagalicus (Stal, 1859)
- Lygus taiticus (Stal, 1859)
- Lygus tibetanus Zheng and Yu, 1992
- Lygus triguttatus Poppius, 1914
- Lygus trukensis Carvalho, 1956
- Lygus unctuosus (Kelton, 1955)
- Lygus valerius Distant, 1909
- Lygus vandergooti China, 1925
- Lygus vanduzeei Knight, 1917
- Lygus varius Knight, 1944
- Lygus ventralis Poppius, 1914
- Lygus vittulicollis Reuter, 1908
- Lygus wagneri Remane, 1955